# Lycodes albolineatus
Lycodes albolineatus är en fiskart som beskrevs av Andriashev, 1955. Lycodes albolineatus ingår i släktet Lycodes och familjen tånglakefiskar. Inga underarter finns listade i Catalogue of Life.